# إتش غاري مورس
إتش غاري مورس (بالإنجليزية: H. Gary Morse)‏ هو شخصية أعمال أمريكي، ولد في 19 ديسمبر 1936 في شيكاغو في الولايات المتحدة، وتوفي في 29 أكتوبر 2014.

## وصلات خارجية
- إتش غاري مورس على موقع إن إن دي بي (الإنجليزية)